# Ernst Lyberg
Ernst Emil Lyberg, i riksdagen kallad Lyberg i Falun, senare Lyberg i Stockholm, född 28 februari 1874 i Visby stadsförsamling, Gotlands län, död 15 augusti 1952 i Kungsholms församling i Stockholm, var en svensk advokat, finansminister och partiledare (liberal).

## Biografi
Ernst Lyberg föddes i Visby som son till hamnkapten J.E. Lyberg och Emelie Kahlström. Efter studentexamen i Visby och studier vid Uppsala universitet avlade han 1896 hovrättsexamen i Uppsala, verkade vid Emil Gezelius advokatbyrå i Falun 1896–1906 (periodvis som delägare) och blev 1906 rådman i samma stad. 1920 blev han ordförande i Kopparbergs läns landsting, men förlorade vid valen 1926 sin plats i tinget. 
Han var ledamot för Liberala samlingspartiet av andra kammaren för Kopparbergs läns östra valkrets vid 1914 års andra lagtima riksdag och valdes då till ledamot i det tillfälliga sjölagsutskottet. Åren 1920–1928 tillhörde han första kammaren, invald för Kopparbergs läns valkrets, och hade därunder plats i konstitutionsutskottet. 
Efter Liberala samlingspartiets klyvning 1923 slöt Lyberg sig 1924 till den del, som kallade sig Sveriges liberala parti, vars partiordförande han var 1930–1932. Den 7 juni 1926 ingick han som konsultativt statsråd i Carl Gustaf Ekmans ministär bestående av frisinnade och liberaler, och utnämndes 30 september samma år till finansminister. Efter avgången från regeringen 1928 var han verkställande direktör för AB Vin- och spritcentralen 1928–1944. 

### Privatliv
Lyberg var från 1900 till hennes död 1945 gift med Margot Lindström. Han var far till Bengt Lyberg och Karin Lyberg, samt farbror till idrottsledaren Wolf Lyberg och morfar till filmregissören Lasse Hallström.
Ernst Lyberg är begravd på Norslunds kyrkogård i Falun.